# Ле-Рей (Нью-Йорк)
Ле-Рей (англ. Le Ray) — місто (англ. town) в США, в окрузі Джефферсон штату Нью-Йорк. Населення — 25 574 особи (2020).

## Демографія
Згідно з переписом 2010 року, у місті мешкали 21 782 особи в 6362 домогосподарствах у складі 5091 родини. Було 6871 помешкання
Расовий склад населення:
| - 75,8 % — білих - 11,4 % — чорних або афроамериканців - 2,5 % — азіатів - 0,9 % — вихідців з тихоокеанських островів - 0,8 % — корінних американців - 3,5 % — осіб інших рас |

До двох чи більше рас належало 5,1 %. Частка іспаномовних становила 12,8 % від усіх жителів.
За віковим діапазоном населення розподілялося таким чином: 31,1 % — особи молодші 18 років, 65,8 % — особи у віці 18—64 років, 3,1 % — особи у віці 65 років та старші. Медіана віку мешканця становила 23,8 року. На 100 осіб жіночої статі у місті припадало 123,5 чоловіків;  на 100 жінок у віці від 18 років та старших — 132,8 чоловіків також старших 18 років.
Середній дохід на одне домашнє господарство  становив 57 568 доларів США (медіана — 48 759), а середній дохід на одну сім'ю — 58 421 долар (медіана — 50 038). Медіана доходів становила 28 295 доларів для чоловіків та 30 196 доларів для жінок. За межею бідності перебувало 10,8 % осіб, у тому числі 15,1 % дітей у віці до 18 років та 7,5 % осіб у віці 65 років та старших.
Цивільне працевлаштоване населення становило 4749 осіб. Основні галузі зайнятості: освіта, охорона здоров'я та соціальна допомога — 22,8 %, публічна адміністрація — 22,3 %, роздрібна торгівля — 14,5 %, науковці, спеціалісти, менеджери — 7,8 %.